# وحشت (فیلم ۱۹۶۳)
وحشت (انگلیسی: The Terror) فیلمی در ژانر ترسناک به کارگردانی راجر کورمن، فرانسیس فورد کوپولا، جک هیل، مونتی هلمن و جک نیکلسون است که در سال ۱۹۶۳ منتشر شد. از بازیگران آن می‌توان به بوریس کارلوف، جک نیکلسون، دیک میلر و جاناتان هیز اشاره کرد.